# 三江乡 (恭城县)
三江乡，是中华人民共和国广西壮族自治区桂林市恭城瑶族自治县下辖的一个乡镇级行政单位。

## 行政区划
三江乡下辖以下地区：
大地村、三联村、黄坪村、三寨村、栗田村、十八岭村、对面岭村、三江村、安冲村和洗脚岭村。